# 短尾股窗蟹
短尾股窗蟹（学名：Scopimera curtelsoma）为沙蟹科股窗蟹属的动物。在中国大陆，分布于海南岛等地，生活环境为海水，主要栖息于低潮线细沙滩上。